# Moonbootica
Moonbootica es el pseudónimo de los DJs alemanes oriundos de Hamburgo KoweSix (Oliver Kowalski) y Tobitob (Tobias Schmidt) (antiguo miembro del grupo Hip-Hop alemán Fünf Sterne deluxe). El nombre se deriva de sus enormes tallas de zapato (47 y 48), que se asemejan al talle de los Moon boots. Su estilo musical se puede describir como una mezcla entre la gama del Electro y el House con ligeras influencias Hip-Hop. Juntos lanzaron la marca Moonbootique, con la cual publicaron sus propias producciones musicales y las de otros artistas como los DJs Declan Lee, Lodown, Malente, Maniax, entre otros.

## Discografía

### Sencillos
- Moonbootation (junio de 2001)
- Get it on (abril de 2002)
- Mau Mau high (enero de 2003)
- We 1,2 Rock / Roll the Dice (enero de 2003)
- Bulldog beats (julio de 2004)
- June / Mustang (febrero de 2005)
- Listen (agosto de 2005)
- Pretty little angel (diciembre de 2005)
- Mopedgang (mayo de 2006)
- Wattbird / Break of light (octubre de 2006)
- Jump Around (septiembre de 2007)
- Der Mond feat. Jan Delay (octubre de 2007)

### Álbumes
- DJ Sounds Good (marzo de 2004)
- Moonbootica (octubre de 2005))

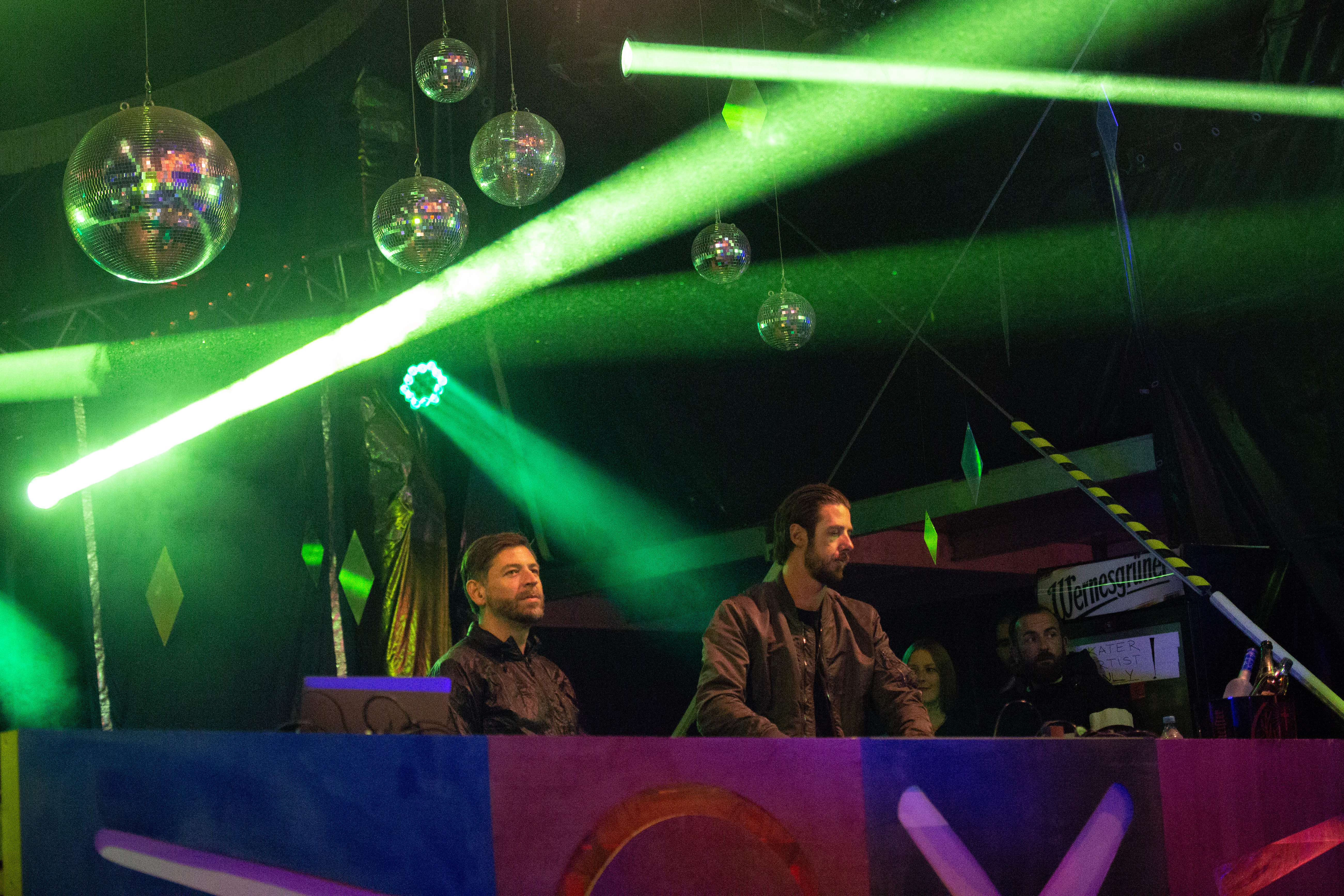
Moonbootica, SonneMondSterne 2018

- ...And Then We Started To Dance (2006)
- Moonlight Welfare (octubre de 2007)

### Álbumes recopilatorios
- DJ sounds good (marzo de 2004)
- ... and then we started to dance (octubre de 2006)
- Moonbootique Records Present Sound (2007)

### Otros
- Dynamit Moonbootica RMX (2008) (Auf Dynamit-Single von Dynamite Deluxe)